# Jan Willem van Ede
Jan Willem van Ede (Utrecht, 13 de abril de 1963) é um ex-futebolista holandês que atuava como goleiro e atualmente é preparador de goleiros.

## Carreira
Jan Willem jogou a maior parte de sua carreira pelo clube da sua cidade natal, FC Utrecht. Tem o recorde de mais jogos da Eredivisie disputados pelo clube com 409.
Ele fez sua estreia profissional em 8 de setembro de 1982 pelo Utrecht contra o PEC Zwolle e tem como título pelo clube a Copa KNVB de 1985. Saiu do clube como o segundo atleta com mais jogos pelo clube, com 422 e visando atuar mais alguns anos, foi ser o terceiro goleiro no PSV. Ainda jogou pelo Haarlem, NAC Roda e aposentou-se no FC Twente em 2002, com muito pouco tempo de jogo.
Após a aposentadoria virou treinador de goleiros, tendo no currículo uma longa passagem na seleção feminina holandesa e da Irlanda do Norte.

## Títulos
- Copa dos Países Baixos (2): 1984/1985, 2000/2001
- Eerste Divisie (1): 1999/2000